# 龙柳河
龙柳河是位于中华人民共和国山东省济南市平阴县东阿镇的一条黄河支流。

## 流域
龙柳河流经济南市平阴县东阿镇的苏桥村、臧庙村、白塔村、三合村、北市村、桃园村、太和村、南市村、殷六村、北直沟村、西黑山村、东黑山村等村庄。